# 白根ゆたんぽ
白根 ゆたんぽ（しらね ゆたんぽ、1968年 - ）は、広告や雑誌などで活躍する日本のイラストレーター。埼玉県深谷市出身。埼玉県立本庄高等学校、桑沢デザイン研究所グラフィック研究科卒。同研究所イラストレーションゼミ非常勤講師を務める。（2021年現在）

## 活動
アクリル絵具を厚塗したポップで独特のタッチで知られる。1992年にはCGユニット、「SPARK」を結成。翌年にはHBギャラリーでフォトショップによる写真のコラージュ作品による個展「YUTANPOINT」を開催。
男性向け成年誌から女性向けファッション誌、子供向け学習誌、広告、CDジャケットまで、などさまざまな媒体を舞台にイラストを手掛ける。
2002年、イラストレーター・今井トゥーンズと、YUTOONZ（ユトゥーンズ）を結成。
イラストはできるだけ線を減らすことを心がけており、一言で表すなら「ポップ&フレッシュ」と例えている。

## 広告作品
- 家電ブランドamadanaのカタログイラスト
- コンバース・デパーチャーキャンペーン広告
- 赤城乳業「濃厚旨ミルク」パッケージイラスト

## カバーイラスト
- 「ブスの瞳に恋してる」鈴木おさむ
- 「アホでマヌケなアメリカ白人」マイケル・ムーア
- 「アホの壁 in USA」マイケル・ムーア
- 「朝日新聞記者が書いたアメリカ人「アホ・マヌケ」論」近藤康太郎
- 「朝日新聞記者が書けなかったアメリカの大汚点」近藤康太郎
- 「タフガイ用語の基礎知識」Hunter S. Fulghum
- 「プロレス狂の詩 夕焼地獄流離篇」Kamipro Books
- 「初対面の教科書—おちまさとプロデュース」初対面の教科書をつくる会
- 「トンデモ本?違う、SFだ! 」山本弘
- 「トンデモ本?違う、SFだ!RETURNS 」山本弘
- 「山本弘のトワイライトTV」山本弘
- 「人類の月面着陸はあったんだ論—と学会レポート」山本弘
- 「パンダ占い—自分の表と裏を知って魅力を引き出す!」翠真佑
- 「小心者でもサラリとかわせる「断る」心理テクニック」内藤誼人
- 「絶対嫌われない断り方 仕事・恋愛・近所づきあい」内藤誼人
- 「“相手の気持ち”を離さない秘密の恋愛ルール」マーチン
- 「男の人って、女がどんなことしてくれるとうれしいの?—もっと秘密の恋愛ルール」マーチン
- 「韓国が世界に誇る ノ・ムヒョン大統領の狂乱発言録」坂 眞
- 「崖っぷちだよ、人生は!—ショッピングの女王〈3〉」中村うさぎ
- 「愛か、美貌か—ショッピングの女王〈4〉」中村うさぎ
- 「ショッピングの女王 FINAL 最後の聖戦! 」中村うさぎ
- 「バブル課長攻略講座 」DECO
- 「私は貝になりたい」高須基仁
- 「ブスの「力」 —銀座の常識を破る逆転の法則」石川香

## 挿絵
- 「自己完結女子大の青春」天久聖一
- 「ブスの瞳に恋してる」鈴木おさむ

## CDジャケット
- 「サクラブルー」ディミトリ・フロム・パリ
- 「PAYDAY」THE HELLO WORKS
- 「きみとぼく」真心ブラザーズ
- 「Styles Of Beyond 」EXILE
- 「EXPV 2」EXILE
- 「ドラマチック」クラムボン
- 「残暑」  クラムボン
- 「花火の夜」  槇原敬之
- 「ASTROMANTIC CHARM SCHOOLm-flo」
- 「上を向いて歩いていこう」  ネプチューン
- 「WHEN POP HITS THE FAN」SUITE CHIC
- 「WHEN POP HITS THE LAB」SUITE CHIC
- 「ベンチ入り」SKIP COWS
- 「犬の目 」SKIP COWS
- 「蜜月(ハネムーン) 」SKIP COWS
- 「ザ・グレート・ハンティング」SKIP COWS
- 「返事はいらない  SKIP COWS
- 「野暮天・上」SKIP COWS
- 「野暮天・下」SKIP COWS
- 「血を吸う宇宙」中村愛美
- 「ASIAN R&B」J-Nas
- 「Go!Go!特撮ヒーロー・ソングBEST」
- 「Mondo Head  Kodo」
- 「少女、摩天楼へ」BEMANI Sound Team "U1 overglound" - KONAMIアーケード音楽ゲーム『jubeat clan』収録楽曲

## 著書
- 「ナマぬル　パノラマエディション」
- 「甘食心中」天明晃太郎との共著